# Клио (издавачка кућа)
Клио (Clio) је издавачко предузеће основано 1990. године у Београду, у доба "највећих друштвених преокрета и политичких ломова", са циљем да створи чврсте ослонце читаоцима који се опиру разорном утицају пољуљаног система вредности.
Уређивачка политика ове куће конципирана је тако да покрива велики број области, почев од светске прозе, историје, антропологије, психологије, студија комуникација и медија, менаџмента и маркетинга, екологије, есејистике, преко теорије, историје и критике уметничке праксе, до библиотекарства, музеологије и образовне политике.
До сада је објављен велики број наслова обједињених у неколико едиција, међу којима су романи добитника Букерове награде Џона Банвила и Киран Десаи, објављени у оквиру едиције Грал, затим наслови едиције Клепсидра који промовишу популарну културу, попут књиге Револуција у глави – песме Битлса и шездесете Ијана Макдоналда, за англисте посебно занимљива биографија британске романсијерке Вирџиније Вулф, као и наслов Шекспир и дружина Стенлија Велса, биографија Данила Киша Извод из књиге рођених аутора Марка Томпсона, али и историјске студије Цар или управитељ Тоње Кјусопулу и Историја Југославије у 20. веку Мари-Жанин Чалић објавјене у едицији Полис, док су у оквиру едиције Имаго између осталог објављена и изабрана дела Душана Кецмановића.
Оно што такође представља део уређивачке политике ове куће јесте да објављене наслове што више приближи читаоцима, те је тако у Београду угостила Кишовог биографа Марка Томпсона, најцењеније савремене шекспирологе Стенлија Велса и Стивена Гринблата, књижевника Димитриса Сотакиса и многе друге.

## Награде и признања (избор)
- Награда Издавач године 2010. на 55. Међународном београдском сајму књига
- Награда за Најбољу сајамску презентацију на 51. Међународном београдском сајму књига
- Награда Првог међународног сајма књига у Подгорици Најбољи издавач године
- Награда новинара акредитованих на 49. Међународном сајму књига у Београду за најпрофесионалнији однос са медијима